# Aldole

Strukturformel eines Aldols. Für beispielsweise 3-Hydroxybutanal ist R^{1}=CH_{3} und R^{2}=H.

Aldole (Abkürzung für Aldehydalkohol, auch: β-Hydroxyaldehyde) sind Aldehyde, die eine OH-Gruppe (Alkohol-Gruppe) an einem C-Atom in β-Stellung zur Carbonylgruppe tragen. Namengebende Stammverbindung ist 3-Hydroxybutanal (Aldol). Aldole treten als klassische Produkte bei der Aldolreaktion auf. Ketone mit einer OH-Gruppe in β-Stellung nennt man β-Hydroxyketone (Ketole). Beide Gruppen lassen sich nach der IUPAC-Nomenklatur als Hydroxycarbonylverbindungen zusammenfassen. 
Aldole und Ketole spielen bei den Aldolreaktionen eine wichtige Rolle. Sie können durch die Reaktion von zwei Carbonylen in einer Aldoladdition dargestellt werden. Besitzt ein Aldol ein Wasserstoffatom am α-Kohlenstoffatom, kann es in einer Aldolkondensation unter Wasserabspaltung zu einem α,β-ungesättigten Carbonyl reagieren.